# 100-Tage-Frist
Die 100-Tage-Frist bemisst die Zeitdauer, die nach einer Faustregel des Journalismus einem neuen (politischen) Amtsinhaber oder einer neuen Regierung zugestanden wird, um sich einzuarbeiten und erste Erfolge vorzuweisen. Danach kommt es zu einer ersten Bewertung (100-Tage-Bilanz) der Regierungsleistung (Regierungskommunikation).
100 Tage sollen neue Entscheider nutzen, um sich mit den Abläufen ihres Amtes vertraut zu machen, wesentliche Personalentscheidungen zu treffen und erste Maßnahmen auf den Weg zu bringen. Da ein Regierungsalltag z. B. sehr komplex ist und Entscheidungen meist einen gewissen Vorlauf benötigen, lässt sich die Leistung der handelnden Personen nicht sofort nach ihrer Amtseinführung abschätzen. Traditionell wird das erste Resümee von Medien und Opposition darum erst nach Ende dieser Schonfrist gezogen. In den USA findet zum Abschluss der 100 Tage traditionell das White House Correspondents Dinner (Gala-Dinner der im Weißen Haus akkreditierten Presse-Korrespondenten) statt, in dem sich der jeweilige Präsident auch selbstironisch mit seinem Start auseinandersetzt.
Ursprünglich ging diese Form von Stillhalteabkommen zwischen Presse und Politik auf den amerikanischen Präsidenten Franklin D. Roosevelt zurück, der während der Weltwirtschaftskrise zum Präsidenten gewählt worden war. Er bat um eine Schonfrist von 100 Tagen, nach denen die Wirkung seines Reformprogramms, des New Deal, erkennbar werden sollte. Er erließ nach seinem Amtsantritt 1933 während dieser Frist 15 wichtige Gesetze und setzte sie im US-Parlament durch, um eine wirtschaftliche Wende einzuleiten.
Ursprünglich nur eine Faustregel aus dem Redaktionsleben der Presseorgane, ist die „100-Tage-Frist“ immer mehr zum Allgemeingut geworden und ist auch im politischen Tagesgeschehen verankert. 100 Tage werden in der Regel auch von politischen Gegnern als Schonfrist zur Einarbeitung in neue Ämter und Positionen eingeräumt. Viele Parteien, Gruppen und Kandidaten treten mit speziellen „100-Tage-Programmen“, „100-Tage-Plänen“ oder „Sofortprogrammen“ (mit ihrer Umsetzung auf die ersten 100 Tage ausgelegt) bei Wahlen an.
Die allgemeine Anwendbarkeit einer „100-Tage-Frist“ ist umstritten und wird von Redaktionen unterschiedlich ausgelegt, oft begründet mit tagespolitischen Entwicklungen. Das Gros der politischen Berichterstattung orientiert sich dennoch weiterhin an der Faustregel und veröffentlicht traditionell erst nach 100-Tagen umfangreiche Zwischenbilanzen.